# Ansiedad de Sexuación Puberal
La ansiedad de sexuación puberal o ASP se refiere a una forma específica de ansiedad que ocurre durante la pubertad, relacionada con las transformaciones físicas y psicológicas asociadas con la identidad de género y la sexuación. Este fenómeno es particularmente significativo durante la adolescencia, cuando los jóvenes se enfrentan a cuestiones complejas sobre su identidad corporal, sexual y de género.
Esta propuesta clínica apareció en la Revue Psychiatrie française y está firmada por Céline Masson, psicoanalista y profesora universitaria en psicología infantil y adolescente, Caroline Eliacheff, pediatra y psicoanalista, Jean Szlamowicz, lingüista y profesor universitario, Thierry Delcourt, pediatra y psicoanalista, y Pamela Grignon, psicóloga clínica conductual.

## Descripción
La pubertad es un periodo caracterizado por cambios físicos importantes, como el desarrollo de los caracteres sexuales secundarios, que pueden provocar una gran ansiedad en algunos adolescentes. Esta ansiedad suele alimentarse de la incertidumbre respecto a la identidad de género, las expectativas culturales y las normas sociales sobre el rol de cada persona como niño o niña.
La ansiedad de sexuación puede manifestarse mediante un profundo malestar, pensamientos obsesivos sobre el cuerpo o un sentimiento de pérdida de control ante las transformaciones físicas. Los adolescentes también pueden experimentar angustia relacionada con la comparación con sus pares o las presiones sociales.

## Causas
Las causas de la ansiedad de sexuación puberal son multifactoriales:
- Las transformaciones hormonales y corporales propias de la pubertad.
- La confrontación con la sexualidad y las expectativas de la sociedad sobre el género y los estereotipos de género.
- El miedo a no cumplir con las normas o a ser juzgado por sus compañeros.
- La influencia de los medios de comunicación y las redes sociales, que pueden aumentar las presiones sobre la apariencia y el género.

## Síntomas
Los adolescentes que experimentan esta forma de ansiedad pueden mostrar signos como:
- Un miedo o incomodidad excesivos respecto a su propio cuerpo.
- En las chicas: ansiedad relacionada con la aparición de la menstruación, el crecimiento de los senos.
- En los chicos: ansiedad por las erecciones espontáneas (incómodas), las poluciones nocturnas.
- Preocupaciones recurrentes sobre la apariencia física o la conformidad con los roles de género.
- Comportamientos de evitación, como rehusarse a participar en actividades grupales o aislarse socialmente.
- Manifestaciones físicas de ansiedad, como palpitaciones, sudoración o temblores.

## Tratamientos
El tratamiento de la ansiedad de sexuación puberal se basa generalmente en el apoyo psicológico:
- La psicoterapia puede ayudar al adolescente a comprender mejor sus emociones y desarrollar estrategias para afrontar su ansiedad.
- Los grupos de conversación o espacios seguros de discusión pueden permitir compartir experiencias similares.
- Terapias de mediación artística, terapias con animales.
- Intervenciones de educadores en el hogar.
- En algunos casos, puede ser necesaria la intervención de un profesional de la salud mental, especialmente si la ansiedad interfiere de forma significativa en la vida diaria.